# Шведенко Дмитро Олександрович
Дмитро Олександрович Шведенко (нар. 3 січня 1998, Черкаси, Україна) — український футболіст, захисник черкаського «Дніпра».

## Життєпис
Дмитро Шведенко народився 3 січня 1998 року в Черкасах. Вихованець місцевої СДЮСШОР та черкаського «Дніпра-80». З 2014 по 2016 роки виступав у чемпіонаті Черкаської області в складі «Дніпра-80» та «Черкаського Дніпра-Зорі-2».
У 2017 році перейшов до першолігового «Черкаського Дніпра». Дебютував у складі черкаського клубу 1 квітня 2017 року в програному (0:2) домашньому поєдинку 23-го туру проти петрівського «Інгульця». Дмитро вийшов на поле на 75-ій хвилині, замінивши Ярослава Ямполя.